# Okręg Nantua
Okręg Nantua (fr. Arrondissement de Nantua) – okręg we wschodniej Francji. Populacja wynosi 84 400.

## Podział administracyjny
W skład okręgu wchodzą następujące kantony:
- Bellegarde-sur-Valserine,
- Brénod,
- Izernore,
- Nantua,
- Oyonnax-Nord,
- Oyonnax-Sud,
- Poncin.